# Lijst van kranten in de Filipijnen
Hieronder volgt een lijst van kranten die worden uitgegeven in de Filipijnen.
- Abante Tonite
- Abante Una Sa Balita
- Bohol Chronicle
- Bohol Sunday Post
- Bohol Times
- Business Mirror
- BusinessWorld
- Cebu Daily News
- Chinese Commercial News
- Daily Tribune
- The Filipino Express Online
- Kabayan Online
- Malaya
- Manila Bulletin
- Manila Times
- Mindanao Gold Star Daily
- Mindanao Times
- Moro Information Agency
- Newsline
- Philippine Daily Inquirer
- Philippine Headline News
- Philippine News
- Philippine Star
- Sunday Punch
- Sunstar Daily
- Tempo
- The Freeman
- Today
- Visayan Daily Star
- Sagad sa Impormasyon
- Bugso